# Romaní (planta)

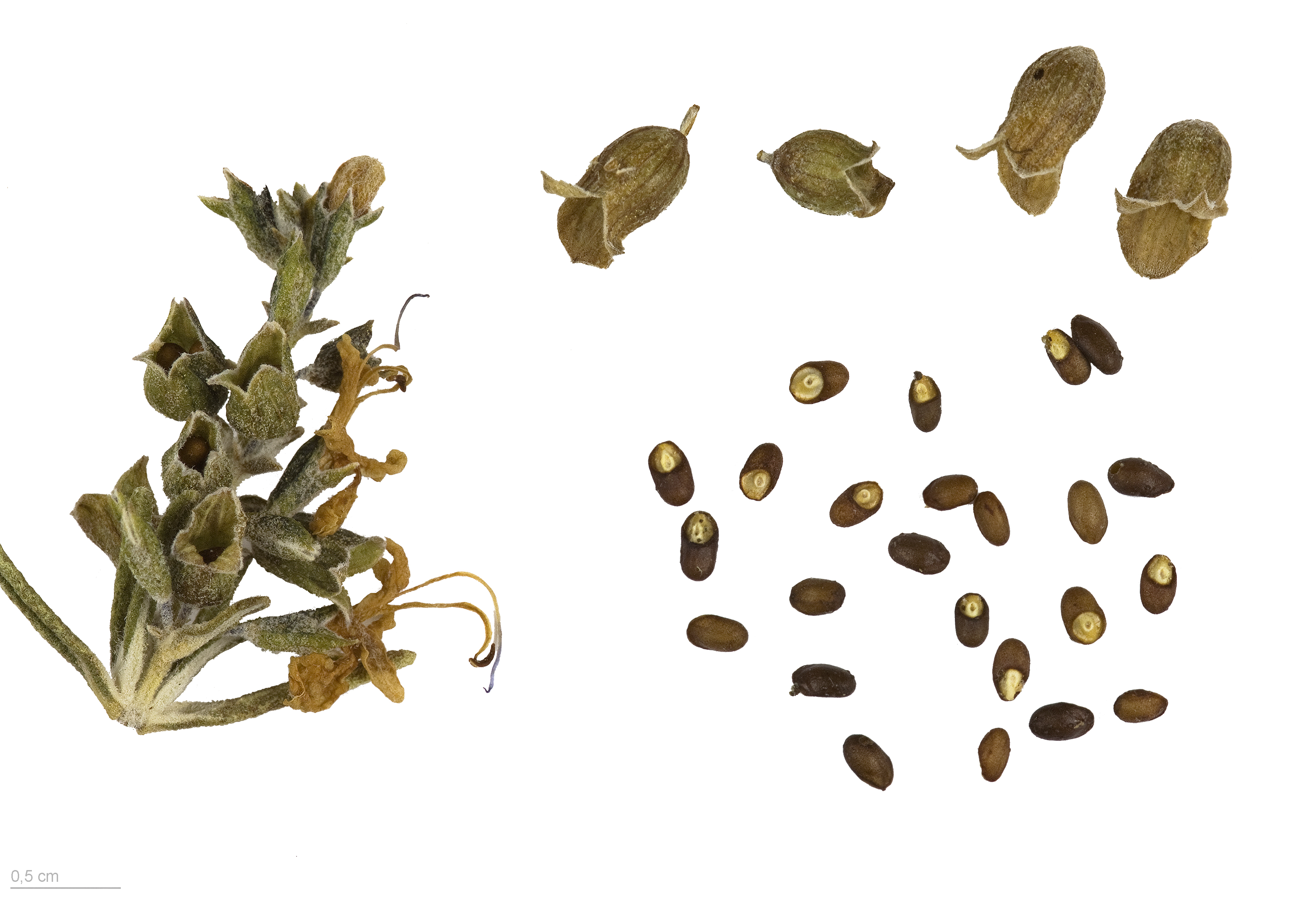
Salvia rosmarinus

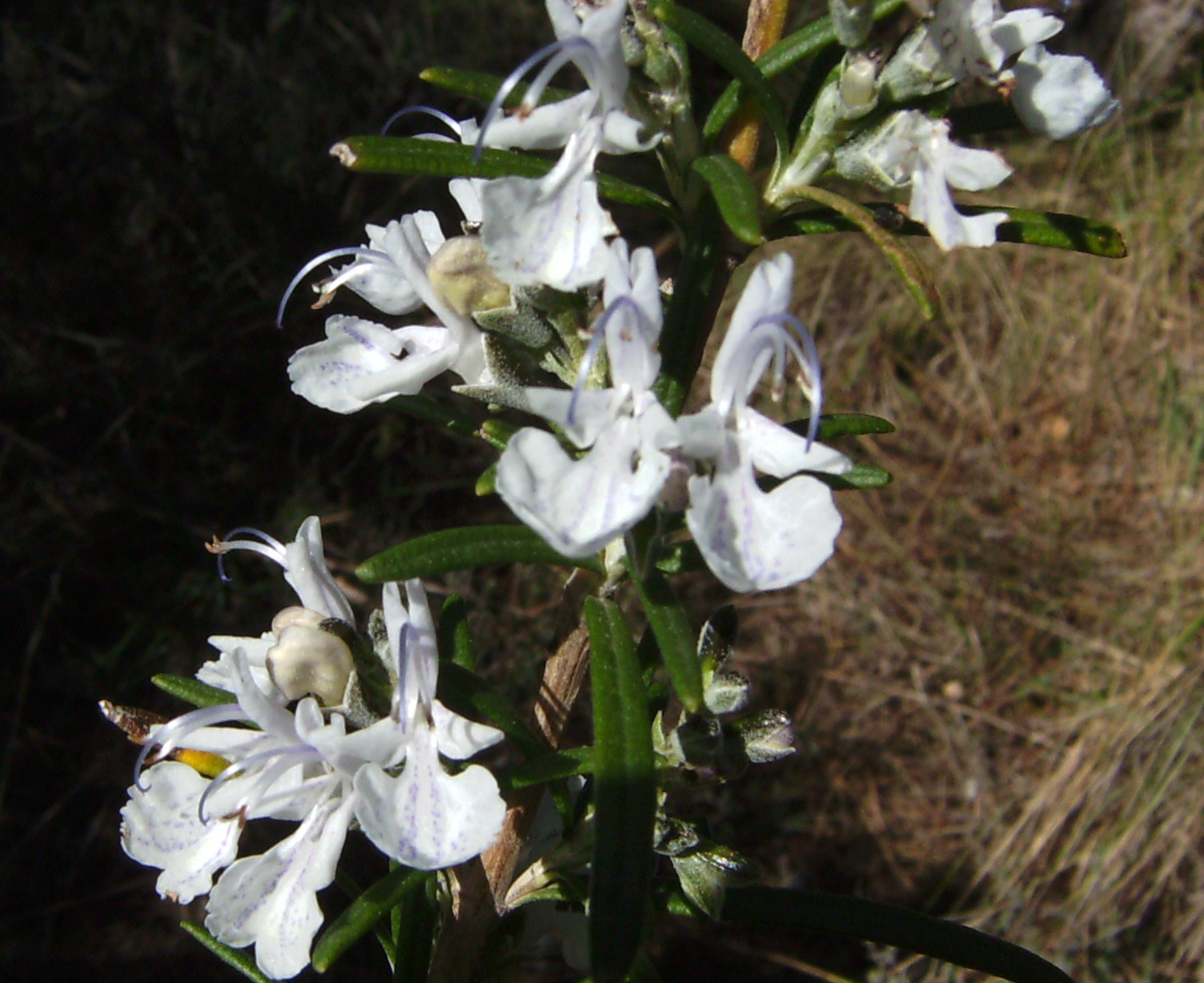
Flors de romaní blanques

El romaní o romer (Salvia rosmarinus) és una planta amb flors del gènere Salvia dins la família de les lamiàcies. És un arbust mediterrani molt conegut gràcies als seus usos culinaris i medicinals. El romer posseeix en les seves fulles glàndules que contenen olis essencials que li confereixen una fragant, fresca i forta olor, sobretot quan es trituren. És un condiment tradicional de la cuina mediterrània.
Addicionalment pot rebre els noms de beneit, beneït, romanill, romer blanc, romer de flor blanca, romer femella, romer mascle, romer sant, romer ver, romera i romeret. També s'han recollit les variants lingüístiques romanell, romanyí, romarí, romera, romero, romí, rosmarinus i rumaní.

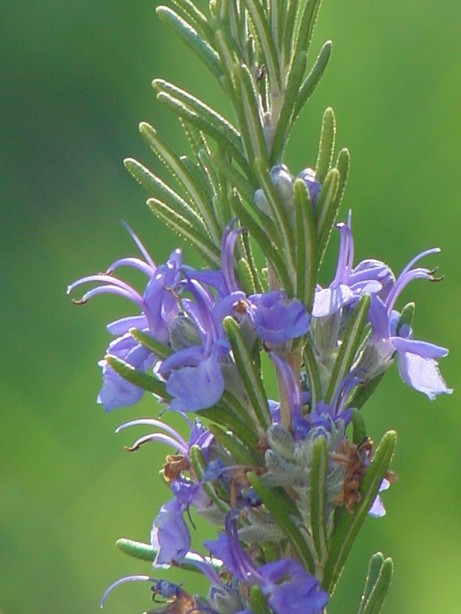
Flors del romer

## Taxonomia
Un estudi filogenètic del 2017 va confirmar d'altres d'anteriors que postulaven la inclusió dels gèneres Dorystaechas, Meriandra, Perovskia, Rosmarinus i Zhumeria, ampliant el nombre d'espècies del gènere Salvia a més de 1000. Això va comportar que el seu nom científic va canviar de Rosmarinus officinalis a l'actual Salvia rosmarinus, i l'antic n'és un dels seus sinònims.

### Etimologia
"Rosmarinus" es creu que va ser format del llatí per "ros" que significa "rosada" i per "marinus", "marí", ja que el romer és una planta mediterrània. Però actualment, es decanten per una altra interpretació, segons la qual "ros" vindria de la veu grega "rhops" (ῥωψ), que vol dir "matissar", i "marinus" derivaria de "myrrhinos" (μυῤῥίνος), que significa "aromàtic".

## Descripció botànica
És un arbust perenne i aromàtic d'un metre d'alçada normalment, encara que pot arribar als 2 metres. L'arrel és axonomorfa amb tiges molt ramificades en forma de ramificació simpòdica i llenyoses. Les fulles són lanceolades, tenen un color verd brillant a l'anvers i blanc tempestuós al revers; en aquestes, la divisió del marge és simple i la superfície revoluta. Petites, com a molt de 3,5 cm de longitud, amb l'àpex acuminat i la base atenuada, se situen damunt la tija de manera oposada. Les inflorescències són petites agrupacions de poques flors (3-15 flors) agrupades en petits conjunts racemosos curts situats en posició terminal. Les flors del romer són hermafrodites i pentàmeres, es troben en posició pedicel·lada i una simetria zigomorfa, apareixen des de finals de primavera fins a principis d'estiu, encara que pot estar florit tot l'any. El calze és bilabiat (amb dos llavis) i acampanat de color verd, i alguns cops, té un to vermellós. La corol·la és bilabiada d'una sola peça; fa entre 10 i 12 mm i té un color blau pàl·lid, rarament blau intens i en poques ocasions blanc. L'androceu està constituït per dos estams encorbats exserts. El gineceu és súper amb un estil terminal. El romaní té fruits petits, secs i tetraquenis que apareixen en el fons del calze; cadascuna de les quatre parts en què està dividit el fruit té una llavor.

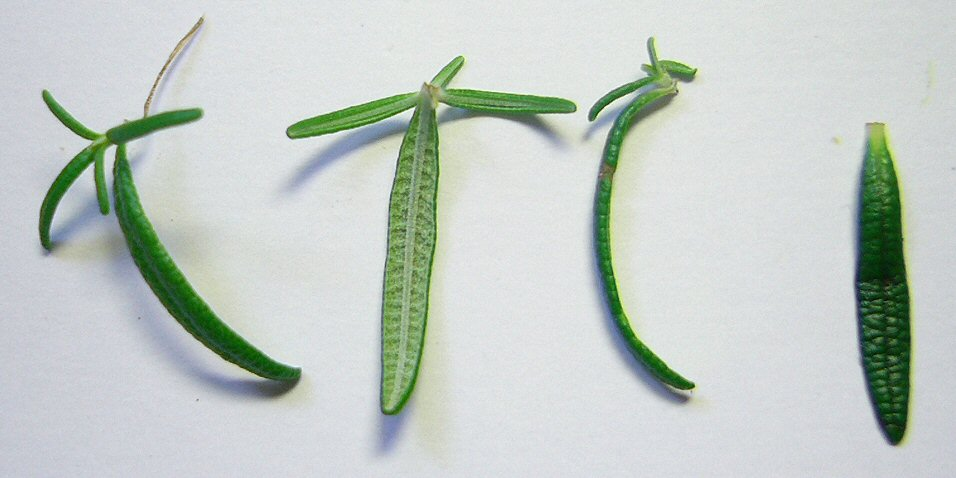
Fulles

Aquest no és l'únic romer silvestre de la península. N'hi ha d'altres, més escassos, localitzats en alguns punts principalment a la zona pròxima a la costa de les províncies espanyoles d'Almeria i Granada com el Rosmarinus eriocalyx Jord. & Fourr que té unes fulles més curtes, de 5 a 15 mm, amb les flors de color violeta. A Almeria existeix el R. officinalis L. var larandulaceus, Nöe, amb les fulles de marge dentat.
A Menorca existeixen les següents variants: romaní mascle (Ciutadella) i romaní foraster (plantat en jardineria a tot Menorca). A més a més hi ha una varietat endèmica que creix torta i més planera, força rara a l'illa, el Rosmarinus officinalis var. palaui. A aquesta varietat se la denomina amb els noms vernaculars de "romaní femella" o "flor revenial".

## Gastronomia

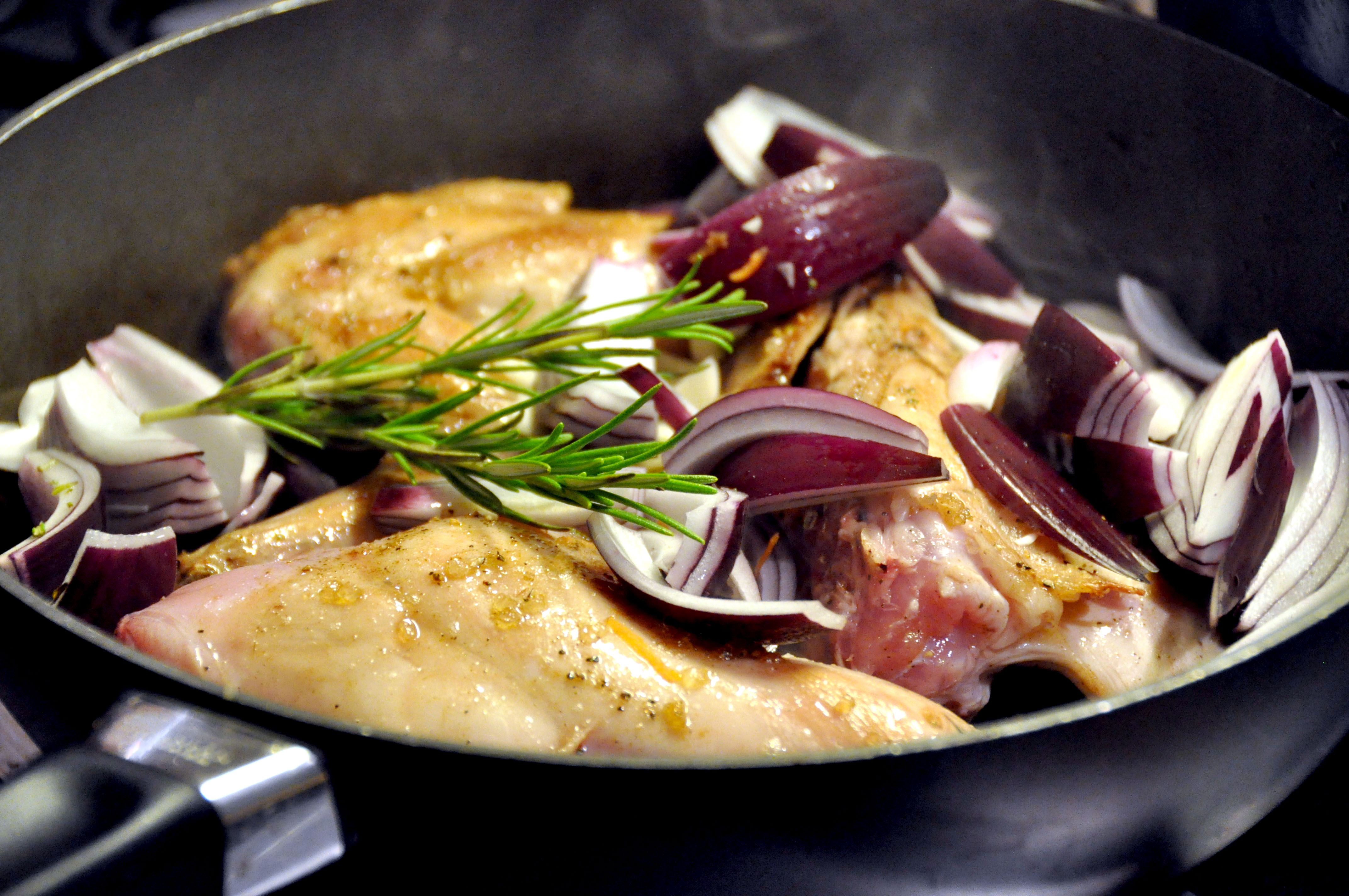
Guisat de conill amb una branqueta de romaní

El romaní o romer planta s'utilitza tot sovint a la cuina tradicional mediterrània, condimentant una gran varietat d'aliments. La seva fragància, però, és forta i intensa. Cal, doncs, dosificar-ne la quantitat i emprar-lo amb moderació; evitant així que el seu sabor sigui dominant en el plat en qüestió.
Les fulles del romaní, tant les fresques com les seques, es fan servir com a espècies per a aromatitzar carns i aus. És especialment apreciat com a condiment de la carn de be.
També serveix per a condimentar sopes, preparacions a base de verdures, i salses per a acompanyar la pasta.
Una branqueta de romer fresc aromatitza olis i vinagres, donant un toc diferent i agradable que combina bé amb alguns plats i amanides.
També hi ha cremes amb aroma de romer que serveixen com a acompanyants dels plats principals o postres.
Pels seus efectes antioxidants, el romer és utilitzat en la indústria dels embotits.
El nèctar de les seves flors és excel·lent; el període de florida és molt llarg i atreu molt les abelles. Al Baix Maestrat i Montsià és molt apreciada la mel de romer. Té fama de ser la de millor qualitat i és un dels tipus que pot arribar a ser considerada, si la proporció del seu pol·len és suficient, mel monofloral.
La planta de romer té grans quantitats de ferro, calci i vitamina B6. El Consell d'Europa l'ha catalogada com recurs natural d'alimentació i la FDA l'ha incorporat en qualitat de suplement dietari.

## Farmacologia

### Part utilitzada
Se n'utilitzen les fulles fresques o seques recollides durant o després de la floració del romaní, també se n'aprofiten les flors per les seves virtuts farmacològiques.

### Composició química
- Olis essencials (1-2,5%): acetat de bornil (1-5%), alfa-pinè (12-25%), alfa-terpineol(12-24%), borneol (1-6%),, càmfora (10-25%), camfè (5-10%), eucaliptol (20-50%). També limonè, beta-cariofilè i mircè.
- Diterpens (més del 4,6%): carnosol, epirosmanol, isorosmasnol, rosmaridifenol, rosmariquinona.
- Àcids triterpènics (2-4%): àcid oleanòlic, ursòlic i els seus 3-acetil-èsters.
- Àcids fenòlics derivats de l'àcid cinàmic (2-3%): cafeic, clorogènic, neoclorogènic, rosmarínic.
- Flavonoides: derivats del luteol i del epigenol com: cirsimarina, diosmina, hesperidina, homoplantiginina, fegopolina, nepetina, nepitrina.
- Alcohols triterpènics: alfa i beta-aminirina, betulòsid.
- Elements minerals.

### Propietats farmacològiques
La gran majoria estan relacionades amb l'activitat de l'oli essencial. S'ha demostrat de forma activa que és un bactericida potent, antiviral i també antioxidant (sobretot gràcies al carnosol).
Antigament també es tractaven amb romer alguns trastorns nerviosos; els metges àrabs, a l'antiguitat, empraven el romer per a tornar la parla després d'un desmai.
L'administració per via oral també presenta una activitat diürètica.
L'aplicació tòpica dels extractes alcohòlics fets amb fulles de romer, inhibeixen la iniciació i progrés del tumor epidèrmic (amb un 40-60% d'eficàcia).
Aquest oli essencial ha demostrat in vitro activitat espasmolítica i anticonvulsionant.
Té també un efecte similar al dels antiinflamatoris i millora l'activitat circulatòria, sobretot a les extremitats inferiors, essent així un bon cicatritzant.
També ha estat demostrat el seu ús en el tractament de l'alopècia.
El fum del romaní serveix com a tractament per l'asma.
El romer es troba incorporat a les farmàcies d'Alemanya, Anglaterra, Argentina, Austràlia, Bèlgica, Espanya, França, Mèxic, Països Catalans, Portugal, República Txeca i Suïssa, entre d'altres.

### Efectes adversos i tòxics
Si no es menja una quantitat exagerada de la substància, no té cap efecte tòxic conegut.

### Interaccions medicamentoses i contraindicacions
Hauran d'abstenir-se de la ingesta de romer les dones embarassades, ja que s'ha observat que és un agent abortiu, i, encara que no s'ha pogut demostrar, es recomana que pels seus efectes estrogènics, i en ser un aliment amb factors medicinals, s'eviti de menjar-ne durant el període d'embaràs i lactància.
Els pacients epilèptics i diabètics tampoc no n'haurien de menjar.

### Usos medicinals
La Comissió E del Ministeri de Sanitat alemany ha aprovat l'ús de la planta en els següents casos:
- Dispèpsies.
- Anorèxia.
- Artritis.
- Artràlgies

Els preparats medicinals són variats, tant en funcions com en les seves formes. Alguns exemples són:
- DRYNK (flascó per 120 g.) : Protector capil·lar.
- LUBROL (flascó-goter per 120 g.) : Digestiu, colerètic, espasmolític.
- SEQUALS “G” (flascó per 130 i 155 ml): Shampoo antiseborreic.
- TISANA Nº1 (paquet per 100 g.): digestiu hepàtic.

La ingesta de romaní es pot fer per diferents mètodes:
- Droga triturada per a infusions.
- Droga en pols
- Extractes secs
- Altres preparacions de galènica per a aplicacions internes i externes

Aquesta planta s'ha utilitzat tradicionalment en la medicina popular com a remei, entre d'altres, en el tractament de les cefalees i del vertigen; per a disminuir les molèsties musculars i el mal d'esquena, així com la circulació deficient, i per a les lesions cutànies. També com a estimulant dels cabells i per l'eliminació de la caspa.
Igualment s'empra per a millorar la respiració durant els constipats, la grip o la sinusitis, i per a "despertar" la ment.
Als pobles de pescadors de la Costa Brava era habitual d'utilitzar-ho per als dolors de cops i patacades, macerat amb alcohol o oli.

## Història

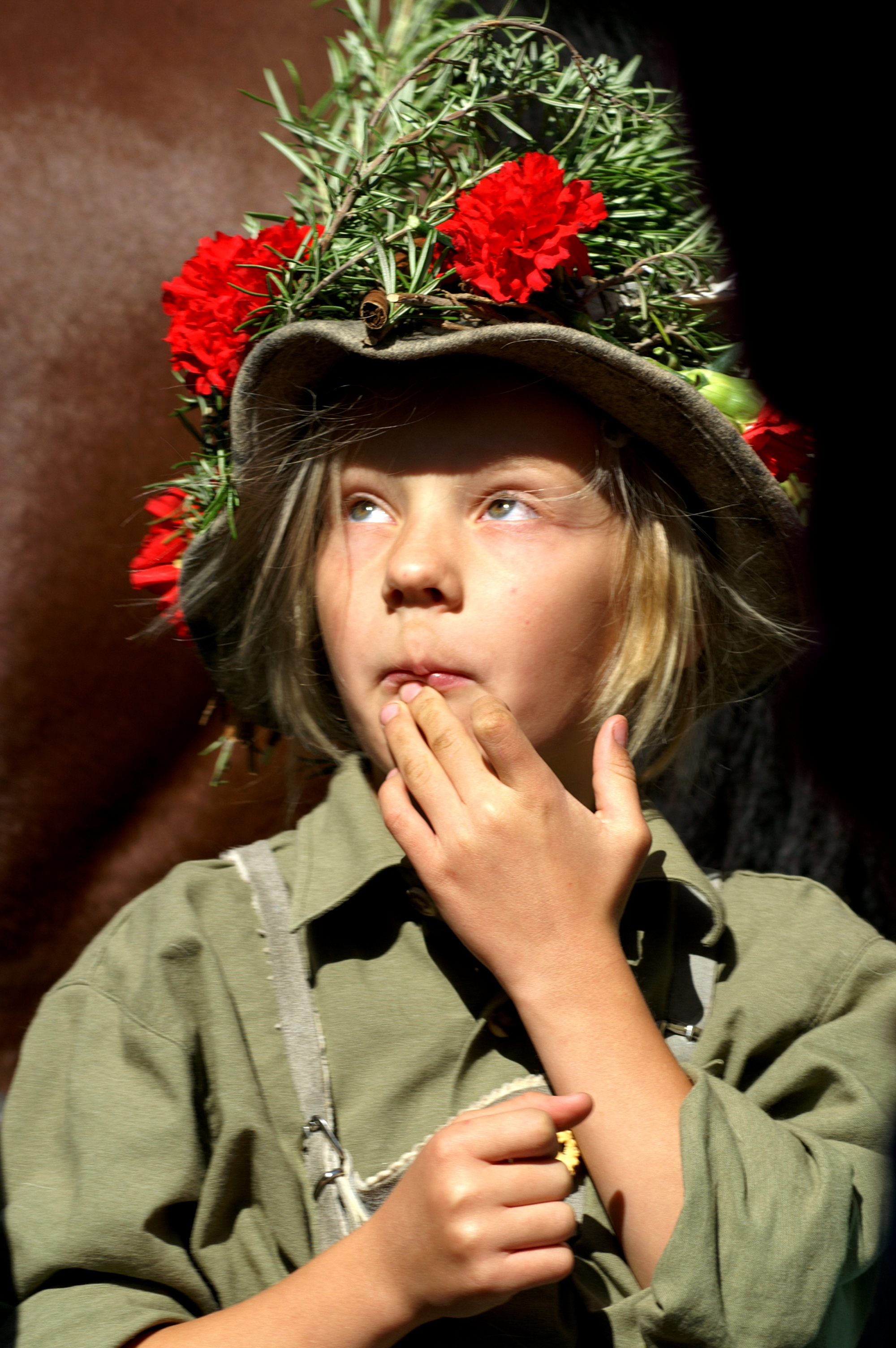
Xiqueta amb decoracions de romer al Almabtrieb a Vorarlberg.

Originari de la conca del Mediterrani, aquest arbust és una de les espècies aromàtiques que té més història, a causa de les seves propietats medicinals, gastronòmiques, i aromatitzants, formant part de la vida dels pobles d'aquesta zona.
A l'antic Egipte va ser un dels ingredients de les formulacions fetes per a embalsamar els cossos dels morts. Tradicionalment també se li han atribuït propietats afrodisíaques.
Va ser introduït al nord del continent europeu a través dels Alps pels primers monjos cristians, arribant a ser molt popular als jardins monàstics de tot el continent
L'oli essencial va ser obtingut per destil·lació el primer cop el 1330 gràcies a les investigacions anteriors de Ramon Llull.
Amb fulles de romaní mossegades i mesclades amb sal li varen curar els cabrers a don Quixot la ferida que li havia fet a l'orella el biscaí, a la primera part de la novel·la de Cervantes.
La nissaga Romaní, família fabricant de paper, procedent de terres gironines que s'establí a Capellades en la dècada de 1620, en el segle xviii va afegir a la seva producció una filigrana amb el dibuix de la planta de romaní.
Als Alps se celebra anualment el Almabtrieb, vella celebració ramadera que commemora el pas del ramat als pasturatges de muntanya.
A Gran Bretanya, els 11 de novembre es fan corones amb romer per condecorar als excombatents de les dues guerres mundials.

## Altres usos
A causa de la seva característica fragància, és utilitzat en perfumeria. L'"aigua d'Hongria" té com a principal component el romer. El romer també serveix per aromatitzar l'aigua del bany.
La seva fusta serveix com a combustible i també per a fer peces de llaüts i altres instruments musicals.
El romer sempre ha estat una planta molt utilitzada i per això trobem gran nombre de referències sobre la planta en molts d'escrits. Linné va dir: ”creix a Espanya tan abundant, que els navegants, abans d'albirar terra, reben la seva olor”.
Segons Pius Font i Quer: “...es té per estimulant, antiespasmòdic i lleugerament diürètic; actua també com colagog, això és, sobre la secreció biliar. Els herbolaris valencians el recomanen per a rebaixar la sang. A l'exterior s'utilitza per a lluitar contra els dolors articulars així com per a tonificar el cos cansat per treballs violents o per haver caminat massa.”
Tradicionalment s'acostumava a repartir pels calaixos i armaris per evitar els àcars i també es col·locava a les habitacions dels malalts com a desinfectant.

### Paisatgisme

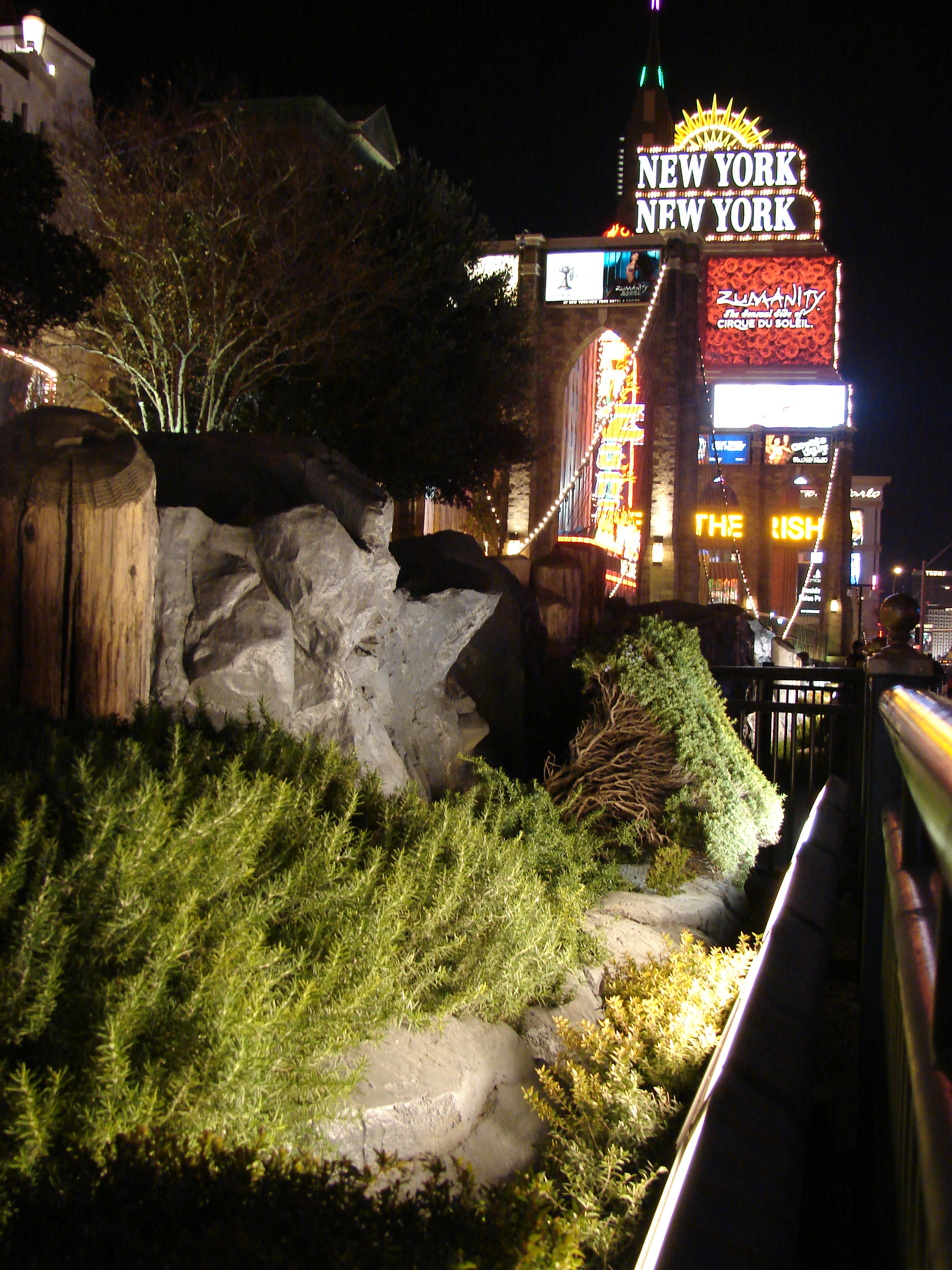
Ús com a planta ornamental. Romaní a un jardí de Las Vegas, Nevada.

Actualment el romaní és una planta d'interès paisatgístic que es fa servir com a planta ornamental als jardins de les urbanitzacions i jardins. És una planta ideal quan hom vol un efecte de "flora local" del Mediterrani i hom vol estalviar aigua, car és una planta elegant, agraïda i molt resistent que requereix poca cura.
Les mates de romaní queden força bé entre roques, combinades amb altres plantes del Mediterrani i al peu dels murs dels xalets. Als estats del sud-oest dels Estats Units (Arizona, Califòrnia, Nevada) el romaní forma part del paisatgisme conegut com a "desert landscaping".

### Llegendes i supersticions[calcitació]
Segons una antiga llegenda, la Mare de Déu, a la seva fugida d'Egipte, va perdre un mantell de color blau que la tapava, i aquest va caure sobre les branques d'un senzill arbust verd. Llavors, l'arbust va florir donant petites flors blaves. És per això que es diu que el romaní floreix durant les "quatre marededéus" que hi ha repartides per tot l'any.
També es diu que el romer creixerà durant trenta-tres anys, fins a arribar a l'edat que Crist va ser sacrificat, i llavors morirà. Aquestes llegendes, li han aportat un aire místic i noble a la planta.
Ha estat una planta associada sempre a cerimònies, ja sigui en casaments o funerals. Com a símbol d'amor etern, els nuvis el solen portar a la solapa i les núvies a la corona nupcial.

### Dites i refranys populars
De romaní florit i de noies per casar, tot l'any n'hi ha.

## Galeria d'imatges

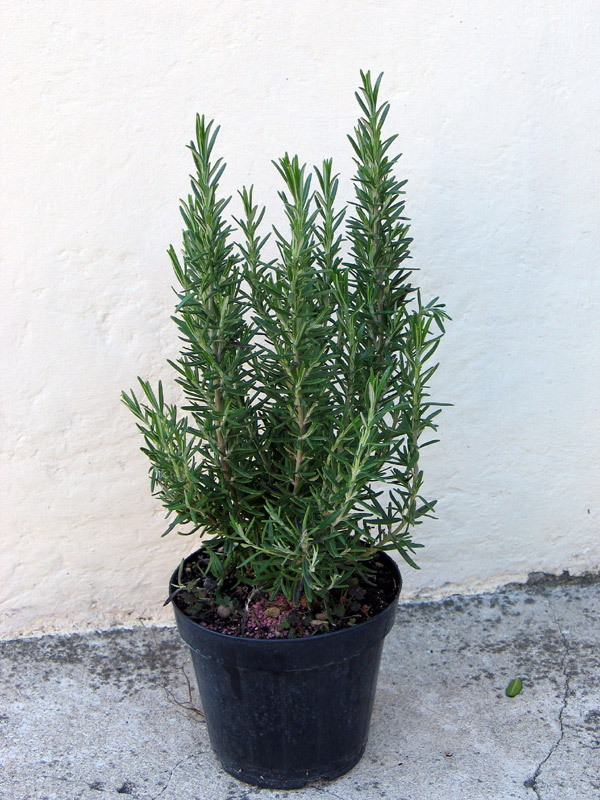
Aspecte general
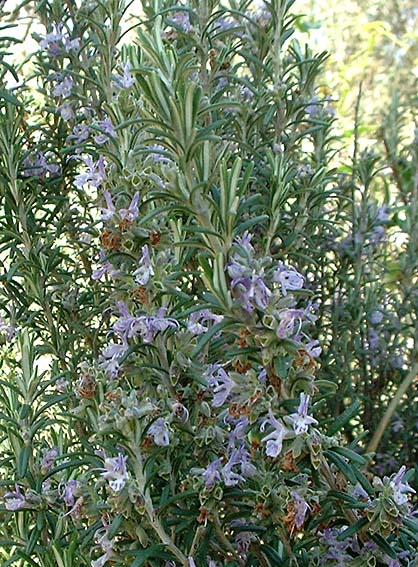
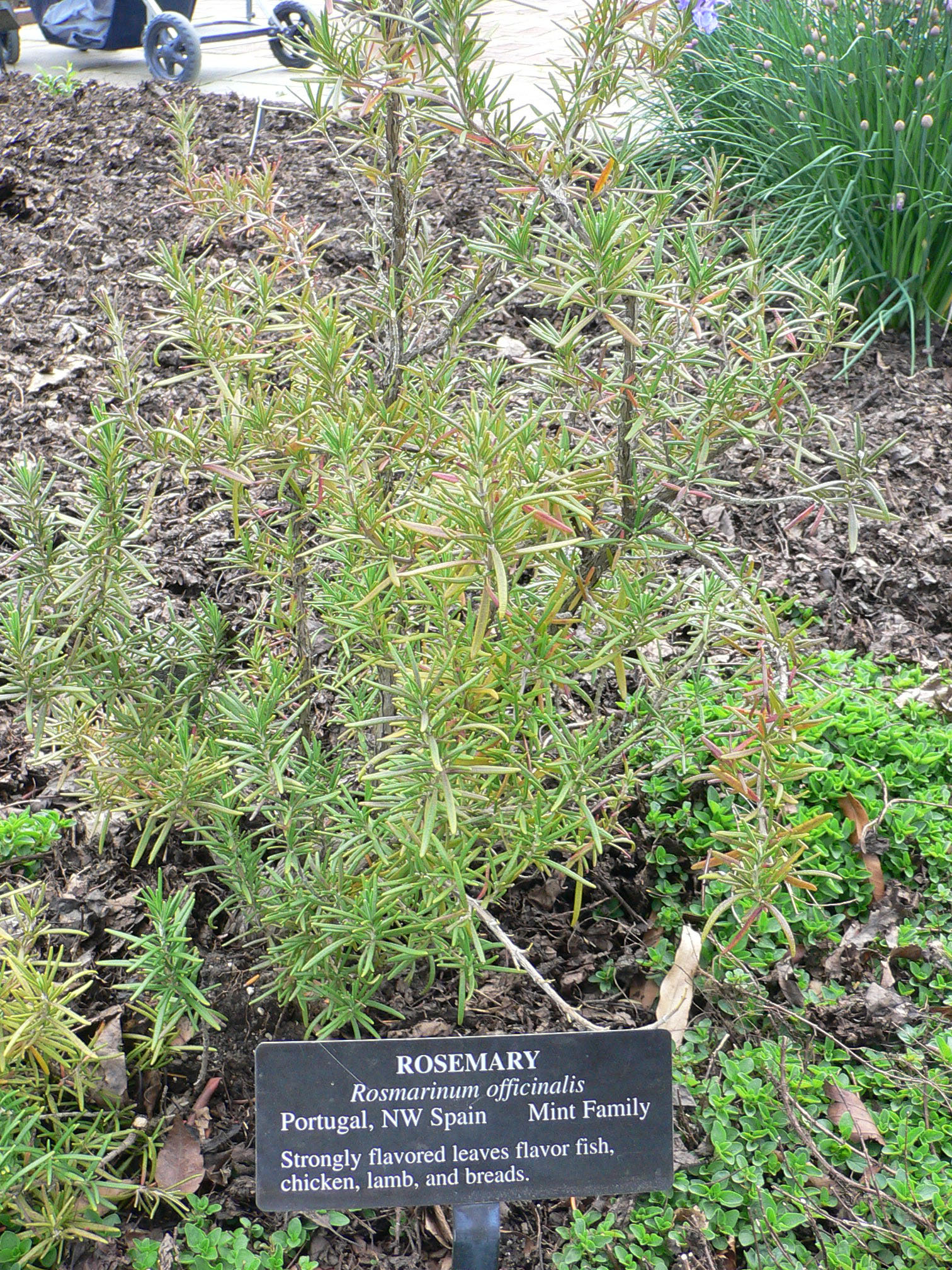
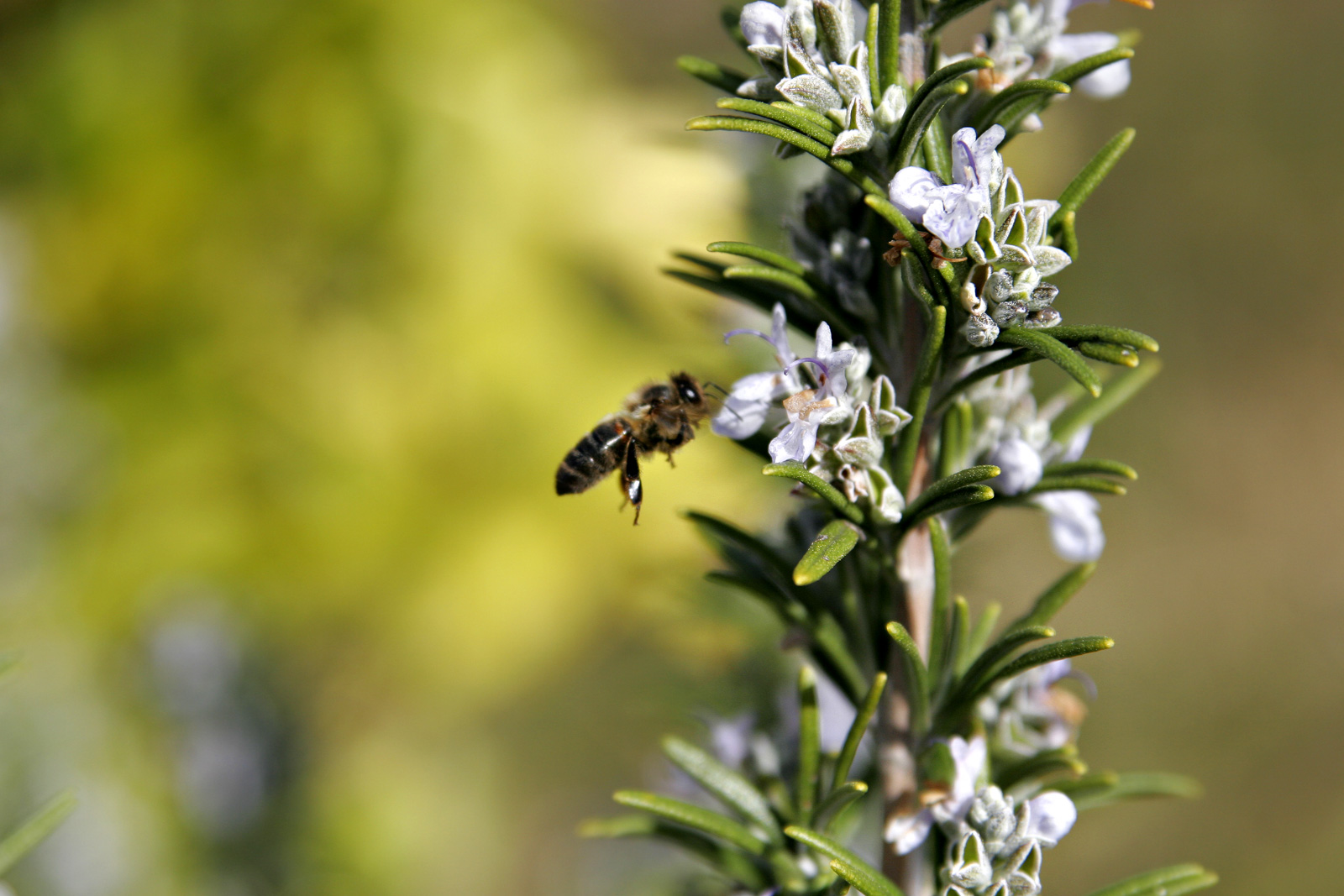
flors
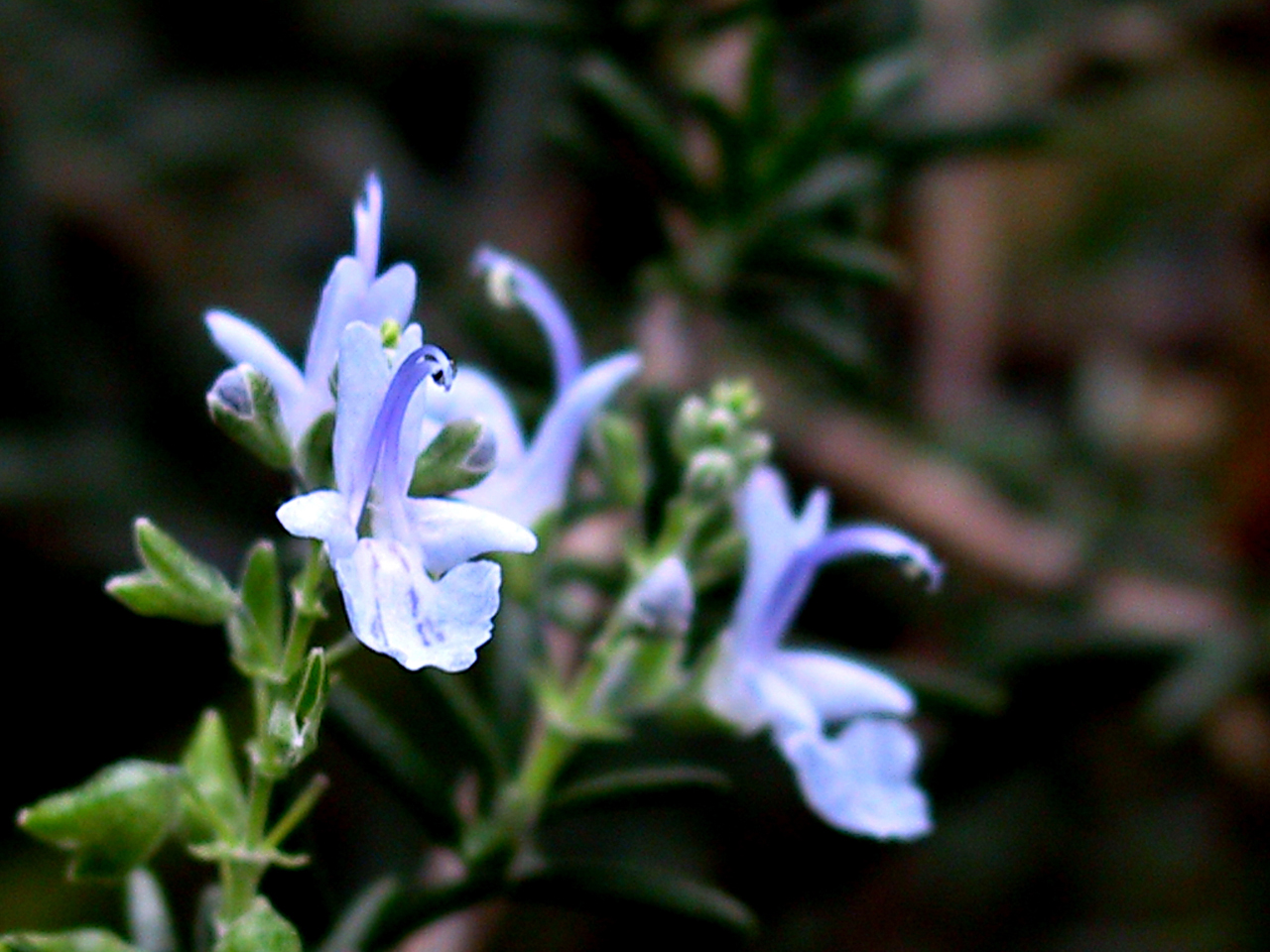
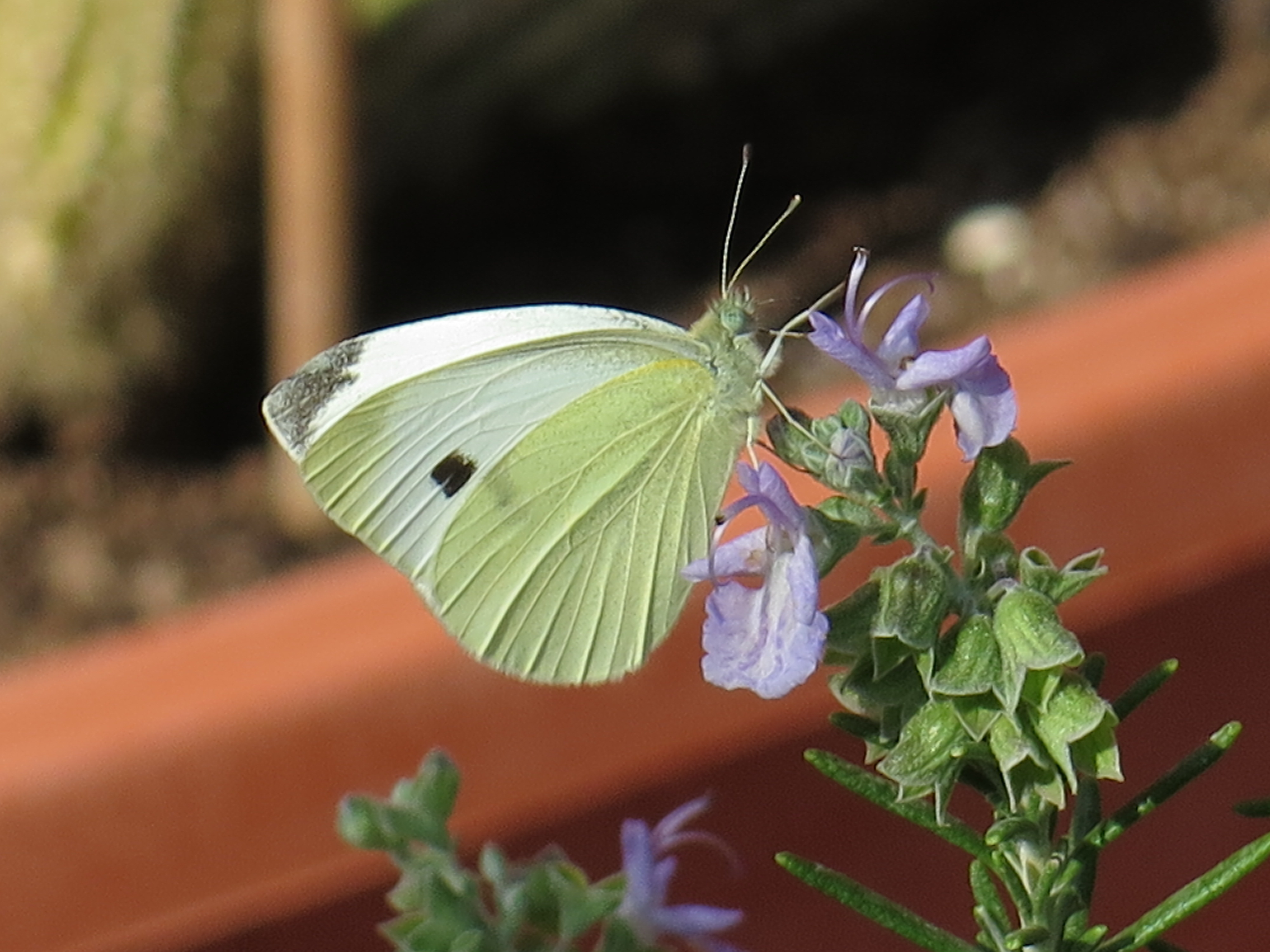
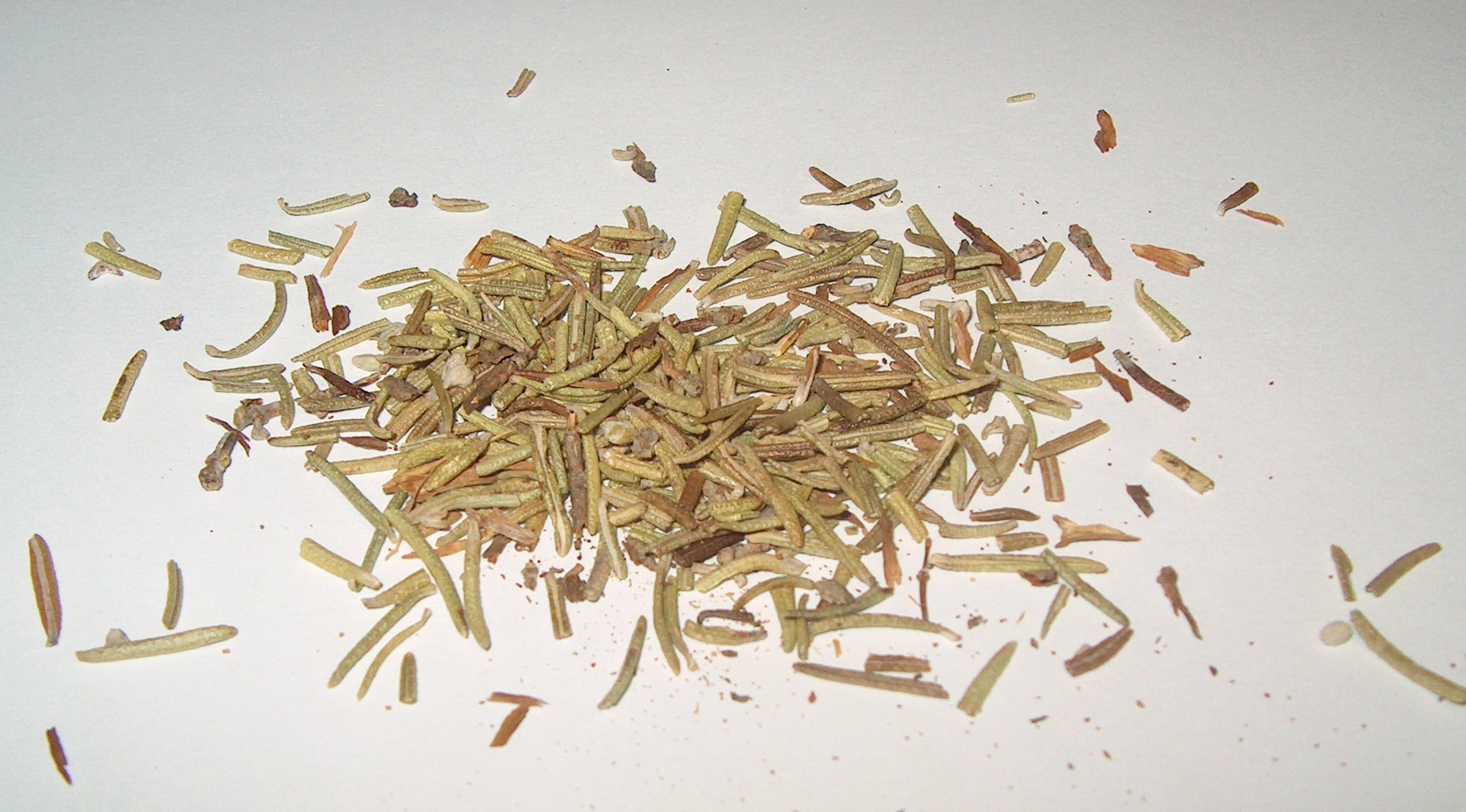
Trossets de fulles
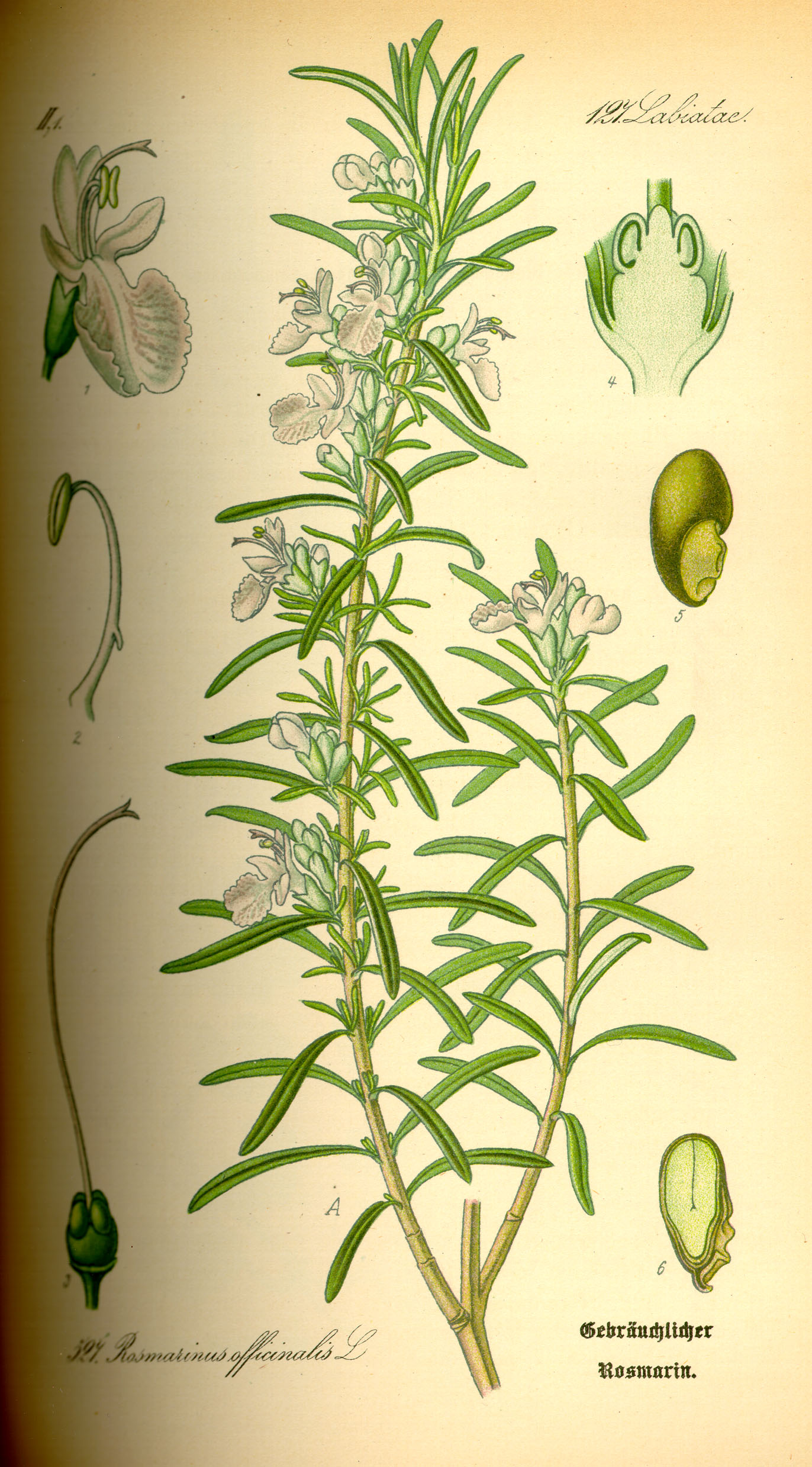
Il·lustració
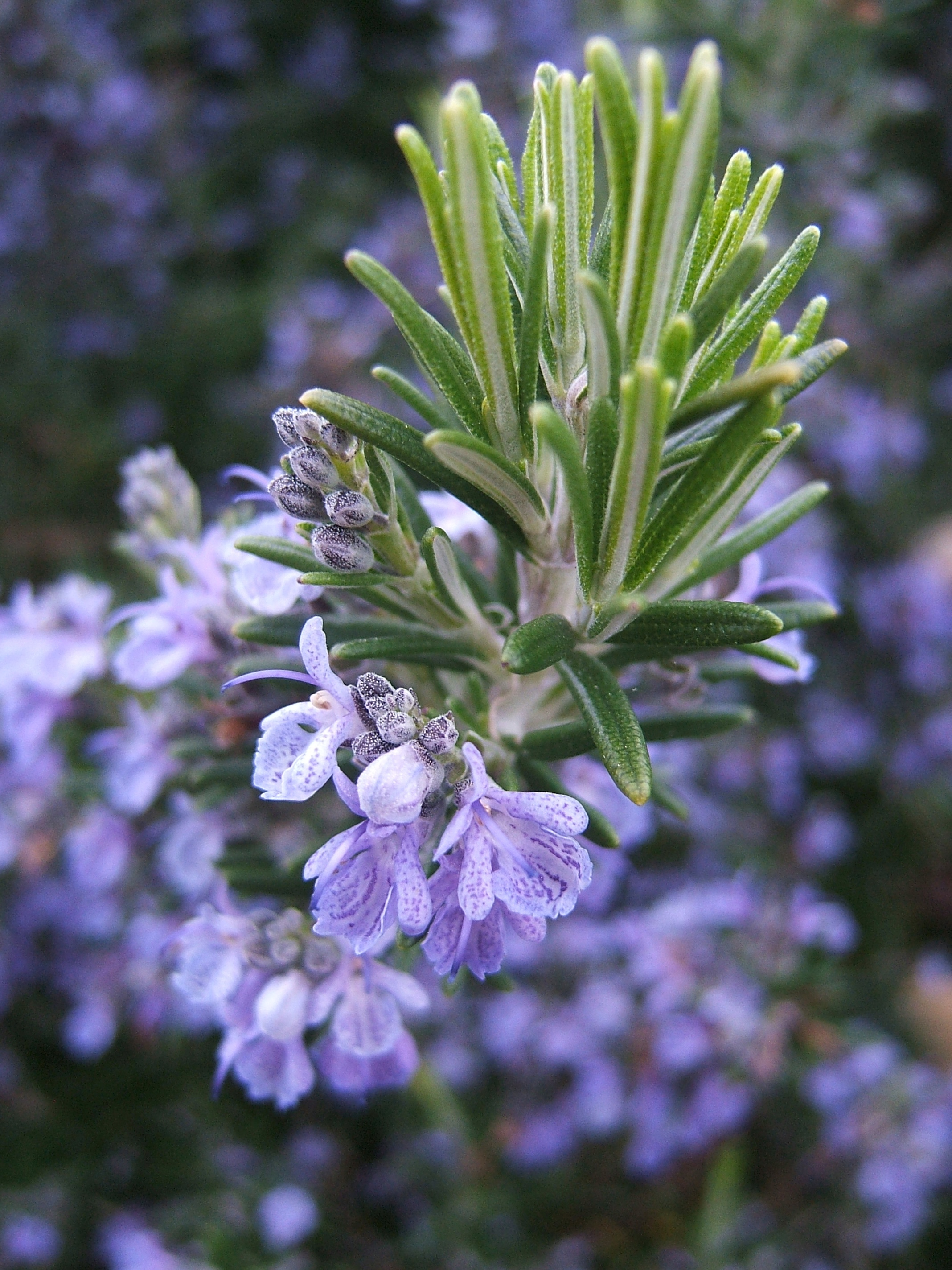